# Jörg Weimann
Jörg Weimann (* 29. März 1964 in Berlin) ist ein deutscher Anästhesist und Intensivmediziner und Chefarzt am Sankt Gertrauden-Krankenhaus in Berlin-Wilmersdorf.

## Leben
Jörg Weimann legte 1982 in Berlin sein Abitur ab. Anschließend studierte er von 1983 bis 1989 Humanmedizin an der Freien Universität Berlin und wurde 1989 teilapprobiert. Nach einer Gastarztzeit am Allgemeinen Krankenhaus der Stadt Wien 1989/90 war Weimann 1990/91 Arzt-im-Praktikum und – nach seiner Approbation – Assistenzarzt in der II. Inneren Abteilung des Humboldt-Krankenhauses Berlin und schloss in dieser Zeit seine Promotion ab.
Von 1991 bis 2001 war Weimann dann an der Klinik für Anästhesiologie am Universitätsklinikum Heidelberg tätig, wo er 1996 als Facharzt für Anästhesie anerkannt wurde. Nach einem DFG-geförderten Forschungsaufenthalt am Massachusetts General Hospital der Harvard Medical School 1996 bis 1998 legte er 1999 das europäische Diplom für Anästhesiologie ab. Im Jahr 2000 habilitierte Weimann an der Universität Heidelberg. 2001 kehrte Weimann dann nach Berlin an die Charité – Campus Virchow-Klinikum zurück und erhielt 2003 einen Ruf als C3-Professor für Anästhesiologie an der Charité – Campus Benjamin Franklin. 2006 wechselte er als leitender Oberarzt und Head of Research an die Freie Universität Amsterdam. Seit 2008 ist Weimann Chefarzt der Abteilung für Anästhesie und interdisziplinäre Intensivmedizin am Sankt Gertrauden-Krankenhaus in Berlin-Wilmersdorf.
Ferner ist Weimann seit 2019 für den Marburger Bund gewähltes Mitglied der Delegiertenversammlung der Ärztekammer Berlin, wo er den Vorsitz des Arbeitskreises assistierter Suizid innehat. Ebenfalls seit 2019 ist Weimann Berliner Landesvorsitzender des Berufsverbandes Deutscher Anästhesisten. Für den Berufsverband Deutscher Anästhesisten ist er Mitglied der Deutschen Akademie der Gebietsärzte der Bundesärztekammer.
Mit Stand August 2024 ist er Vorsitzender des Weiterbildungsausschusses IV der Ärztekammer Berlin.

## Auszeichnungen und Mitgliedschaften (Auswahl)
- 2021: COVID-19-Ehrung des Berufsverbands Deutscher Anästhesisten für besonderes Engagement und Einsatz während der COVID-19-Pandemie[8]